# Sankt Kathrein am Offenegg
Sankt Kathrein am Offenegg là một đô thị thuộc huyện Weiz thuộc bang Steiermark, nước Áo. Đô thị Sankt Kathrein am Offenegg có diện tích 40,24 km², dân số thời điểm cuối năm 2005 là 1201 người.